# 안와르 이브라힘
안와르 이브라힘(말레이어: Anwar Ibrahim, 1947년 8월 10일~)은 말레이시아의 정치인이다. 제7대 말레이시아의 부총리(1993~1998)를 지냈으며, 말레이시아 야권연합인 인민동맹(PR; Pakatan Rakyat)의 전 총재였다.
국립 말라야 대학교(University of Malaya), 말레이시아 국립대학교(Universiti Kebangsaan Malaysia)를 졸업하였으며, 이슬람교 청년 운동을 주도하며 반정부 시위를 벌이다 수감생활을 하였다. 1982년 마하티르 빈 모하맛 총리가 이끄는 통일말레이국민조직에 들어가 청년 국장을 맡았다. 그 후 문화청년체육부 장관, 교육부 장관을 지냈고, 1991년 재무장관에 임명된 데 이어 1993년 부총리를 역임했다. 이후 마하티르의 유력한 후계자로 떠올랐으나. 1997년 ~ 1998년 아시아 금융 위기 속에 부총리 겸 재무장관인 그는 적극적인 활동을 하며 경제 위기를 해결할 대책을 내놓았으나, 마하티르 총리는 그가 부패를 저지르고 동성애 행위를 했다는 이유로 1998년 9월 2일 해임되었으며, 9월 29일 구속되었다. 
그는 곧 권력 남용죄로 징역 6년형이 선고되었고, 2000년 말레이시아에서는 불법인 동성애로 9년형이 추가로 선고되어 총 15년간 수감생활을 하도록 되었다. 2004년 말레이시아 연방 대법원은 동성애 혐의에 대해서는 무죄를 선고했다. 그는 석방되었으며, 수감 생활 중 건강이 크게 악화되어 신병 치료차 독일로 떠났다. 그의 정치활동은 2008년 4월까지 금지되어 있었으며, 말레이시아로 돌아가면 정계에 복귀할 계획을 세웠다.
2008년 3월 총선에서 집권 통일 말레이 국민조직에 대한 국민들의 반감이 심해 의석을 많이 잃었다. 이 여세를 몰아 그는 2008년 7월 보궐 선거에 출마할 예정이었으나, 다시 동성애 혐의로 고소당했다. 그는 체포를 피하기 위해 터키 대사관으로 피신했으나, 말레이시아 정부와의 관계를 우려한 터키 정부의 요청으로 대사관을 떠났으며, 곧 체포되었다. 보석으로 풀려난 후 선거에 출마, 높은 득표율로 당선되었다.
다시 국회의원이 된 후 그는 야당연합 대표를 맡아 정부에 대항하고 있으며, 여러 차례 제기된 동성애 의혹은 정치적 탄압에서 비롯된 음모라고 주장하고 있다. 2013년 총선에서 야권 연합을 이끌었으나, 정권의 부정선거로 패배하였으며, 2014년 3월 동성애 혐의로 징역 5년형을 선고받았다. 그는 다시 상고했으나, 2015년 2월 10일 동성애 혐의가 인정되어 징역 5년형을 선고받았다.
그리고 통일말레이국민조직(UMNO)의 아흐마드 자히드 하미디 대표를 부총리에 임명했다. 자히드는 뇌물 수수와 자금 세탁, 배임 등 47개 혐의로 재판을 받고 있다.

## 생애

### 개인사
1947년  페낭주 부킷 메르타잠 (대산각) 진 처록톡쿤(Cherok Tok Kun)에서 태어났다. 아버지 이브라힘 압둘 라흐만은 이슬람교를 믿는 말레이-인도계 혼혈 집안 출신의 병원 직원(hospital porter)이었으며 1959년부터 1969년까지 중부 스브랑 프라이(Seberang Perai)의 의원을 지내고 1964년부터 1969년까지 보건부의 국회 사무관으로 활동했다. 어머니 체 얀 후세인은 가정주부이면서 풀라우피낭 주의 UMNO 소속 정당인이었다.
안와르는 쿠알라 캉사르의 말레이 컬리지에서 중고등 교육을 받았고, 말레이시아 최고 대학인 국립 말라야 대학교에서 말레이학(말레이의 언어, 사회, 문화 등을 연구)을 공부했으며 수감시절이던 1974년부터 1975년까지 말레이시아 국립대(UKM, University Kebangsaan Malaysia)에서 문학석사학위를 취득했다.
그는 완 아지자흐 완 이스마일과 결혼했으며 1남 4녀를 두고 있다. 장녀인 누룰 이자 안와르는 름바 판타이(Lembah Pantai)의 의원이다.

## 역대 선거 결과
| 선거명      | 직책명                              | 대수 | 정당       | 득표율 | 득표수   | 결과 | 당락                       |
| ----------- | ----------------------------------- | ---- | ---------- | ------ | -------- | ---- | -------------------------- |
| 1982년 선거 | 하원의원 (피낭 제41선거구)          | 6대  | 국민전선   | 74.88% | 18,849표 | 1위  | 피낭 하원의원 당선         |
| 1986년 선거 | 하원의원 (피낭 제41선거구)          | 7대  | 국민전선   | 70.56% | 17,979표 | 1위  | 피낭 하원의원 당선         |
| 1990년 선거 | 하원의원 (피낭 제41선거구)          | 8대  | 국민전선   | 75.69% | 23,793표 | 1위  | 피낭 하원의원 당선         |
| 1995년 선거 | 하원의원 (피낭 제41선거구)          | 9대  | 국민전선   | 76.68% | 27,945표 | 1위  | 피낭 하원의원 당선         |
| 2008년 선거 | 하원의원 (피낭 제41선거구)          | 12대 | 인민정의당 | 66.64% | 31,195표 | 1위  | 피낭 하원의원 당선         |
| 2013년 선거 | 하원의원 (피낭 제41선거구)          | 13대 | 인민정의당 | 59.19% | 37,090표 | 1위  | 피낭 하원의원 당선         |
| 2018년 선거 | 하원의원 (느그리슴빌란 제132선거구) | 14대 | 희망연맹   | 71.32% | 31,016표 | 1위  | 느그리슴빌란 하원의원 당선 |
| 2022년 선거 | 하원의원 (페락 제63선거구)          | 15대 | 희망연맹   | 39.77% | 49,625표 | 1위  | 페락 하원의원 당선         |